# 長谷川剛
長谷川 剛（はせがわ たけし、1960年ないし1961年 - ）は、千葉県の八千代市立東高津中学校の音楽教師、吹奏楽部の顧問、定年を迎えている。
坂本九の遺作となった楽曲「心の瞳」を，市川市の中学生のために合唱曲として編曲した。1986年の卒業式で中学生が歌った合唱入りカセットテープは，当時の保護者から坂本の妻，柏木由紀子に送られ，やがて柏木から「皆様の心の中に坂本九がずっとずっと生き続けてくださることができたら…とても幸せです」との手紙が届く。
その後、音楽之友社から合唱譜として発売された。坂本没後も、多くの編曲がなされている。
1997年度の千葉県の八千代市立大和田中学校卒業式に向けて、『永遠（とわ）に』を作曲。（作詞は同中学校2名の国語科教員に依頼）以来、同中学校卒業式の歌として卒業生に歌い継がれる。
2023年度高津中学校吹奏楽部の春のコンサートの合唱曲として、『想い歌い』を作曲。